# Alléluia (album)
Pour les articles homonymes, voir Alléluia (homonymie).
Albums de Nana Mouskouri
Quand tu chantes
(1976) Nouvelles chansons de la vieille France
(1978)
Alléluia est le dix-septième album de langue française de la chanteuse grecque Nana Mouskouri publié par Philips en 1977 en France.
Cet album contient un des duos les plus connus de la chanteuse, Habanera de Carmen avec le chanteur français Serge Lama, enregistré à l'occasion d'une émission de télévision en France, il contient 12 chansons : 10 chansons solo en français, une chanson en langue grecque (Kyr Mikalis) et un duo avec Serge Lama (Habanera de Carmen).

## Liste des titres
| No  | Titre                                 | Auteur                                   | Durée |
| --- | ------------------------------------- | ---------------------------------------- | ----- |
| 1.  | Alléluia                              | S & E. Rhymer, Claude Lemesle            | 3:25  |
| 2.  | Dans une coupe de Champagne           | Alain Goraguer, Serge Lama               | 4:10  |
| 3.  | À Paris sur le petit pont             | Traditionnel                             | 2:15  |
| 4.  | Heureusement que l'on ne s'aimait pas | J. Denver, Michel Jourdan                | 3:45  |
| 5.  | Qu'est-ce que je t'aime               | Joan Sakel, Claude Lemesle               | 3:35  |
| 6.  | Kyr Mikalis                           | Manos Hadjidakis, J. Kambanelis          | 3:05  |
| 7.  | Pardonne-moi                          | Alain Goraguer, Claude Lemesle           | 3:10  |
| 8.  | Qu'est-ce que ça peut faire           | Claude Lemesle, Nikos Gatsos, D. Moutsis | 3:35  |
| 9.  | La petite rose                        | Serge Gainsbourg                         | 2:30  |
| 10. | Jamais ensemble                       | B. Balz, R. Crowell, Claude Lemesle      | 2:20  |
| 11. | Il arrivera peut-être                 | Claude Lemesle, Alain Goraguer           | 3:55  |
| 12. | Habanera de Carmen (avec Serge Lama)  | Georges Bizet, Alain Goraguer            | 3:55  |

## Classements
| Pays   | Meilleure position | Certification | Ventes  |
| ------ | ------------------ | ------------- | ------- |
| France |                    | Or            | 150 000 |

## Crédits
- Direction d'orchestre : Alain Goraguer
- Photographie de la pochette : Uwe Ommer